# Harry Clarke
Harry Clarke, né le 17 mars 1889 à Dublin, et mort le 6 janvier 1931 à Coire, est un peintre-verrier et illustrateur irlandais.
Il a été une des figures importantes du mouvement Arts and Crafts en Irlande et a été influencé par de nombreux mouvements dont le symbolisme, l'Art nouveau (dont la sécession viennoise), le renouveau celtique, mais aussi par des films expressionnistes allemands tels que Nosferatu et le Cabinet du docteur Caligari.

## Biographie

### Enfance et études
Né à Dublin en 1889 d'un père artisan décorateur produisant notamment des vitraux, il grandit au 33 North Frederick Street, avec l'atelier familial à l'arrière de la maison. Il a 14 ans lorsque survient la mort de sa mère dont il était très proche. Il quitte alors le lycée Belvedere College de Dublin et devient apprenti à l'atelier de son père. À la fin de son adolescence, il étudie le vitrail à l'école d'Art de Dublin, où il rencontre sa future épouse, la portraitiste Margaret Crilley,.
En 1910, Clarke réalise le vitrail La Consécration de Mel, évêque de Longford, par St Patrick, et gagne ainsi l'année suivante une médaille d'or lors du concours du Conseil de l’Éducation nationale à Londres.

### Maturité
En 1913, il cherche un travail d'illustrateur à Londres  et obtient sa première commande auprès de George Harrap pour une édition des contes d'Andersen. Ce livre publié en 1916 sera suivi d'autres travaux d’illustration comme celui des contes d'Edgar Poe.

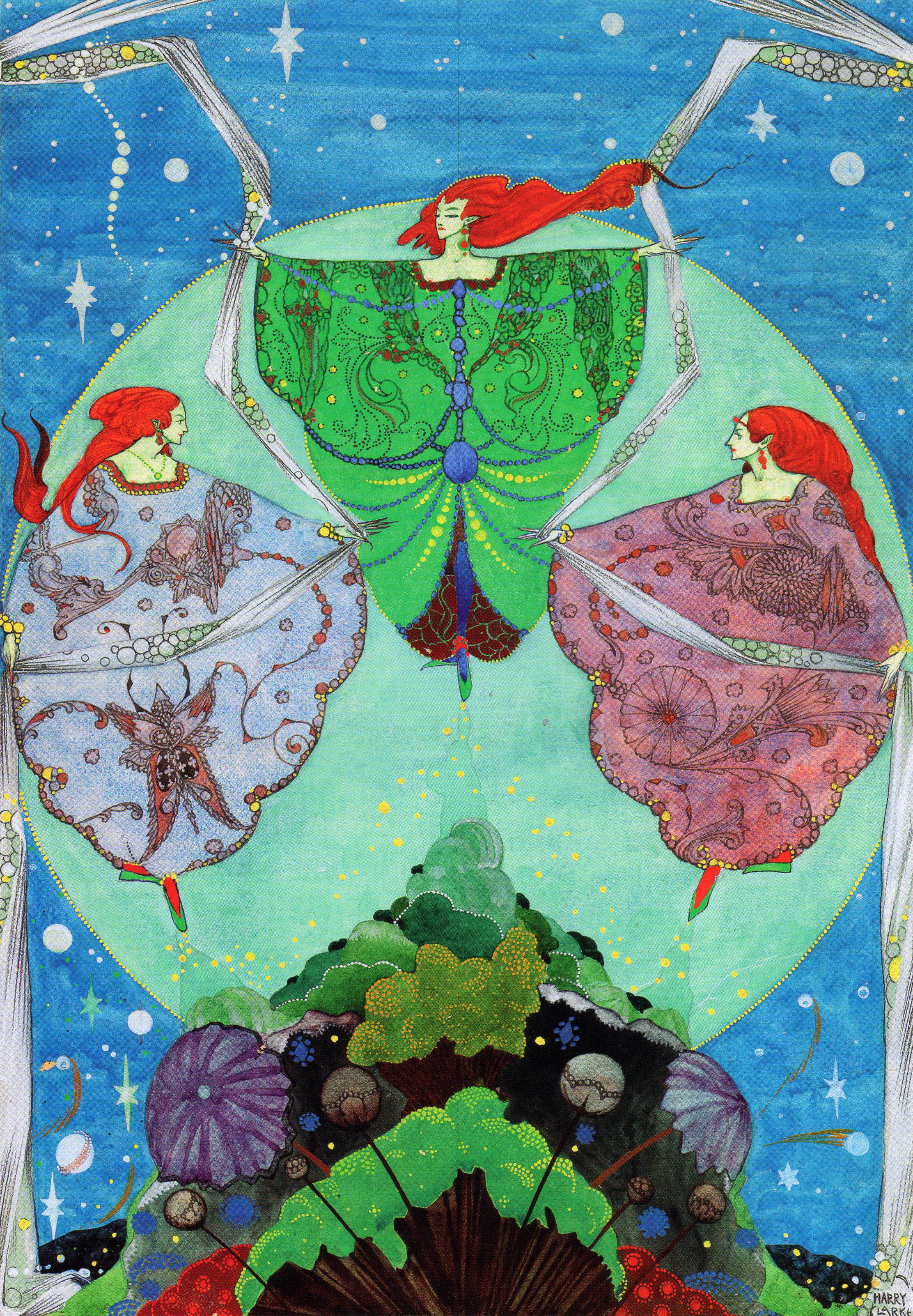
Une des illustrations de Clarke pour Les contes de Hans Christian Andersen (1916).

Parallèlement, Clarke continue à réaliser des vitraux à la fois pour l'atelier de son père et à son propre compte. En 1914, il se marie avec Margaret. Ils auront trois enfants : Michael, David et Ann. L'insurrection de Pâques 1916 à Dublin où plusieurs de ses dessins d'illustration sont détruits par le feu, le marque profondément.
En 1921, son père Josua Clarke meurt et Harry dirige alors la partie vitraux de l'entreprise familiale.
Sa réputation pour la création de vitraux originaux de très haute qualité continue de croître et malgré une charge de travail considérable, il continue à travailler sur ses propres commandes. Il réalise notamment en 1923 des vitraux pour la cathédrale St-Étienne de Brisbane en Australie, pour la chapelle de l'ancien couvent des sœurs de la Présentation à Dingle en 1924, et pour le couvent de Notre-Dame dans le Sussex en 1925.
À cette époque, le gouvernement irlandais approche Clarke en vue de la création d'un vitrail en huit panneaux pour le bâtiment de l'Organisation internationale du travail à Genève. Finalement censuré en 1930 pour les extraits littéraires qu'il dépeint, cette œuvre n'a jamais été envoyée en Suisse. Elle fait maintenant partie de l'exposition permanente du Musée Wolfsonian à Miami.
En mai 1925, il expose à Londres avec John Archibald Austen et Alan Odle.
En 1929, Harry est diagnostiqué comme souffrant de la tuberculose et il est envoyé à Davos dans l'espoir d'être soigné.
Il meurt dans son sommeil à Coire, en Suisse, le 6 janvier 1931 sur le chemin du retour à Dublin.

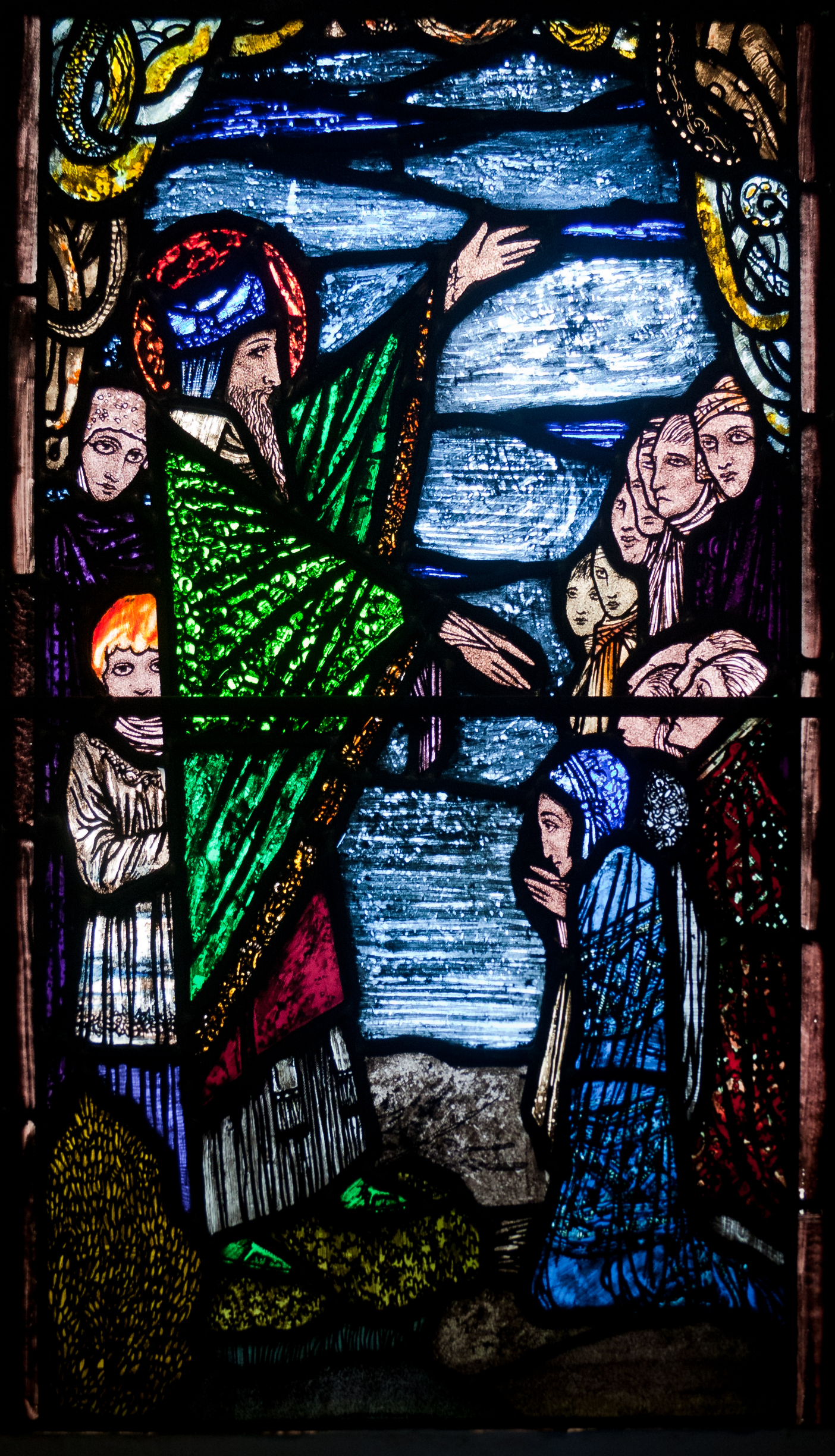
Un vitrail de Harry Clarke représentant saint Patrick prêchant, église Saint-Michael à Ballinasloe.

## Principales œuvres
En dépit d'une santé fragile tout au long de sa courte vie, Clarke a créé plus de 160 vitraux pour des commandes religieuses et commerciales, ainsi que plusieurs panneaux pour des mécènes privés. Parmi les travaux les plus célèbres de Clarke, on peut noter les neuf vitraux qu'il a créés pour la chapelle Honan à l'Université de Cork, les panneaux de La veille de la Sainte-Agnès de John Keats à galerie de la ville de Dublin Hugh Lane, les vitraux de la vie du Christ à Dingle, l'ensemble de baies-vitrées du café Bewley sur Grafton Street à Dublin, et le vitrail de Genève, à Miami, en Floride. 
Ses illustrations de livres continuent de fasciner et de ravir les nouvelles générations de lecteurs et collectionneurs du monde entier.
Contemporain de Clarke, George William Russell, connu sous la signature « AE », a déclaré qu'« Harry Clarke est l'un des plus étranges génies de son temps ».